# International Journal of Modern Physics
International Journal of Modern Physics is een internationaal, aan collegiale toetsing onderworpen serie wetenschappelijk tijdschriften op het gebied van de kernfysica. Het wordt uitgegeven door World Scientific.

## International Journal of Modern Physics A
International Journal of Modern Physics A is een internationaal, aan collegiale toetsing onderworpen wetenschappelijk tijdschrift op het gebied van de kernfysica. De naam wordt in literatuurverwijzingen meestal afgekort tot Int. J. Mod. Phys. A.
Het eerste nummer verscheen in 1986.

## International Journal of Modern Physics B
International Journal of Modern Physics B: Condensed Matter Physics, Statistical Physics, Applied Physics is een internationaal, aan collegiale toetsing onderworpen wetenschappelijk tijdschrift op het gebied van de natuurkunde.

## International Journal of Modern Physics D
International Journal of Modern Physics D is een internationaal, aan collegiale toetsing onderworpen wetenschappelijk tijdschrift op het gebied van de astronomie.

## International Journal of Modern Physics E
International Journal of Modern Physics E: Nuclear Physics is een internationaal, aan collegiale toetsing onderworpen wetenschappelijk tijdschrift op het gebied van de kernfysica.